# Gavin Newlands
Pour les articles homonymes, voir Newlands.
Gavin Newlands, né le 2 février 1980 à Paisley (Écosse), est un homme politique britannique. Membre du Parti national écossais (SNP), il est député de la circonscription de Paisley et Renfrewshire-Nord à la Chambre des communes du Royaume-Uni de 2015 à 2024,.

## Jeunesse
Newlands est né dans l'ancien Paisley Maternity Hospital en 1980 et grandit dans la ville de Renfrew où il réside ensuite avec sa femme, Lynn et leurs deux enfants. Il fait ses études à l'école primaire et secondaire Trinity de Renfrew. Alors qu'il est inscrit au James Watt College, Newlands se voit offrir une promotion dans son emploi à temps partiel chez McDonalds et abandonne ses études.
Newlands est membre du SNP depuis 25 ans. Il rejoint l'aile jeunesse du parti en 1992 à l'âge de douze ans, s'impliquant lors des campagnes contre la Poll tax. Il devient conseiller communautaire local de Renfrew en 2011 et soutient des causes locales, notamment une banque alimentaire de l'ouest de l'Écosse. Newlands est membre du Paisley Rugby Club pendant 16 ans, en tant que capitaine du club pendant trois ans.

## Carrière parlementaire
Newlands est sélectionné pour se présenter aux élections du Parti national écossais (SNP) en janvier 2015. Il est élu à la Chambre des communes lors des élections de 2015 à Westminster battant le député travailliste sortant et avec une majorité de 9076 voix, ce qui représente un basculement de 26,47% vers le SNP.
Newlands est le premier député de la circonscription à être élu parmi le SNP. Lors de l'élection générale de 2017, il est réélu, avec une majorité réduite de 9076 voix contre 2613. Par la suite, aux élections de 2019, Newlands obtient sa plus grande majorité : 11902 voix ou 24,0% des voix.
Il est le porte-parole du SNP de Westminster sur le sport, le Pays de Galles et l'Irlande du Nord/